# Мізоцький район
Мізоцький район — колишнє адміністративне утворення у складі Ровенської області Української РСР з центром у смт Мізоч.
Указом Президії Верховної Ради Української РСР від 17 січня 1940 року в Ровенській області утворюються 30 районів, серед них — Мізоцький з центром у смт Мізоч.  Район утворено з Будеразької та Мізоцької волостей Здолбунівського повіту.  
З приходом радянської влади було організовано перші колгоспи. У січні 1941 року — колгосп імені РСЧА, створений з поміщицьких маєтків Мізоча та Півча, та колгосп імені Сталіна, який складався з колишніх поміщицьких маєтків та церковних земель села Півча. У квітні 1941 року було утворено 12 колгоспів, заяви на вступ до яких подали лише 174 особи. 
У першій половині 1944 року відновлено довоєнний адміністративний поділ області. 
У 1950 році в Мізоцькому районі було 25 шкіл (12 початкових, 11 семирічних та 2 середні), в яких навчалося 4721 учнів і працювало 169 вчителів. Діяли 9 бібліотек та 24 клуби.
У 1952 році у Мізоцькому районі проживало 24132 осіб. Найбільше в селі Дермань Друга — 2190 осіб. 
Указом Президії ВР УРСР від 21 січня 1959-го «Про ліквідацію деяких районів Рівненської області» ліквідовуються 11 районів Ровенської області, серед яких Мізоцький район. Його територія включена до складу Здолбунівського району.

## Джерело
- Адміністративно-територіальний устрій Рівненської області (довідник)